# Toshiko Tamura
Toshiko Tamura (田村 俊子, Tamura Toshiko, 25 de abril de 1884 – 16 de abril de 1945) foi o pseudônimo de uma escritora de romances feminista do Período Shōwa no Japão. Seu nome real era Toshi Satō (佐藤 とし, Satō Toshi).

## Biografia
Tamura nasceu em Asakusa, um distrito pobre em Tóquio, onde seu pai era corretor de arroz. Com dezessete anos de idade, ingressou na faculdade de Literatura da Universidade de Mulheres do Japão. No entanto, o longo trajeto a pé de sua casa afetou sua saúde, e a forçou a sair do curso após apenas um único período. Ela começou sua carreira de escritora como discípula de Kōda Rohan, mas depois recorreu a Okamoto Kido para conselhos e teve, brevemente, uma carreira como atriz de teatro. Seu romance Akirame ("Renúncia", 1911) ganhou o prêmio literário do jornal Asahi Shimbun, de Osaka. Sua experiência teatral é ilustrada em Chooroo (1912). Após essa obra, publicou Miira no kuchibeni ("Lábios vermelhos em uma múmia", 1913) e Onna Sakusha ("Escritora", 1913). Ela se tornou uma escritora best-seller e contribuiu com numerosos trabalhos para revistas literárias tradicionais como Chūō Kōrōn e Shincho.
Em 1918, ela abandonou seu marido, Tamura Shogyo, para morar com seu amante, jornalista do Asahi Shimbun, Suzuki Etsu, em Vancouver, no Canadá, onde viveu até 1936. Após retornar ao Japão, ela teve um caso com o esquerdista Kubokawa Tsurujiro.
Em 1942, ela se mudou para Xangai, na China, na época sob ocupação japonesa, onde editou uma revista literária chinesa, Nu-Sheng. Ela morreu de hemorragia cerebral em Xangai em 1945, e seu túmulo se encontra no templo de Tokei-ji, em Kamakura.
Após sua morte, seus royalties foram usados para estabelecer um prêmio literário para mulheres escritoras.